# محمد نادری (تکواندوکار)
محمد نادری (زاده ۹ دی ۱۳۷۳ - رشت) تکواندوکار اهل کشور ایران است.
از افتخارات وی می‌توان به کسب مدال برنز پومسه انفرادی در مسابقات تکواندو جوانان جهان ۲۰۱۱، مدال برنز پومسه تیمی در در مسابقات تکواندو (آسیا ۲۰۱۲)، مدال برنز پومسه تیمی در مسابقات تکواندو جهان ۲۰۱۲ کلمبیا و مدال طلا پومسه تیمی در بازی‌های همبستگی کشورهای اسلامی ۲۰۱۳ اندونزی اشاره کرد.
لازم است ذکر شود که مربی ایشان استاد نیما مهربانی هستند که در سال ۲۰۱۳ نیز به عنوان مربی تیم ملی پومسه در مسابقات آسیایی نوجوانان اندونزی حضور داشت.